# Beàrnaraigh
Beàrnaraigh (ook zonder accent gespeld als Bearnaraigh, Engels: Berneray) is een relatief klein eiland ten noorden van Uibhist a Tuath in de Buiten-Hebriden.
Beàrnaraigh wordt van Uibhist a Tuath gescheiden door de Caolas Bheàrnaraigh. Deze zeestraat is zo smal, dat men er een damweg over heeft aangelegd, zodat Beàrnaraigh vanaf Uibhist a Tuath bereikbaar is: de plek waar deze damweg op Uibhist a Tuath vertrekt, heet Otairnis en is niet meer dan een plaatsnaam, aangezien er geen huizen staan. Aan de overkant, aan het kleine kaapje Àird Ma-Ruibhe, bevindt zich een staande steen: die plaats is het aanlegpunt voor de veerbootverbinding naar Na Hearadh. Omdat de zee tussen Beàrnaraigh en Na Hearadh ondiep is, is de overzetregeling van de veerboten afhankelijk van het getijde, en varen de boten niet uit bij zeer laag water — de Caolas Na Hearadh, de zeestraat tussen Na Hearadh en Uibhist a Tuath, ligt namelijk bezaaid met honderden kleine rotsjes, wat maakt dat de veerboten omzichtig tussen de obstakels door dienen te navigeren.
Het hoogste punt van Beàrnaraigh is de Beinn Shleibhe, in het noordoosten van het eiland, en meet 93 meter. Op de zuidflank van deze heuvel bevindt zich een begraafkamer. Het eiland heeft grof genomen twee nederzettingen, in het noordoosten de streek Ruisigearraidh, in het zuiden Borg. Alle kleine gehuchtjes staan aan de oostkust; het westen van het eiland is geheel onbevolkt en bestaat in feite uit een lange strook duinen die tot het noorden doorloopt tot aan de noordflank van de Beinn Shleibhe. De Cnoc Bhuirg, centraal in het oosten, is 85 meter hoog en er staat een zendmast op. Ten oosten hiervan ligt een baai, Loch a' Bhàigh genoemd („baaimeer“). In het zuiden van het eiland ligt een soortgelijk meer, Loch Bhuirg: deze baai is bij eb echter een groot strand. In het binnenland van Beàrnaraigh, tussen de heuvels, ligt nog een loch, Loch Bhrusda, en ten zuiden daarvan een waterplasje, Loch Beag Bhuirg („klein Borg-meer“). Aan de zuidkust ligt daarenboven nog een bijkomende prehistorische begraafplaats.
Op Beàrnaraigh is een vissershaven, en er staat een jeugdherberg. Het eiland is ook bekend omdat Prins Charles er een buitenverblijf heeft.